# Tekija, Kladovo
Tekija (în sârbă Текија, în română Techia) este o localitate situată în partea de est a Serbiei, pe Dunăre, vis-a-vis de Orșova. A fost reconstruită pe o nouă vatră în 1972, după ce apele lacului de la Porțile de Fier au înghițit localitatea veche. În apropiere de Tekija s-au descoperit resturile unui drum roman, construit în vremea împăratului Tiberius și consolidat în vremea lui Traian.